# Baftă Charlie
Baftă Charlie (în engleză: Good Luck Charlie) este un sitcom american de tip comedie, creat de Phil Baker și Drew Vaupen. Serialul a debutat pe Disney Channel în Statele Unite pe 4 aprilie 2010, pe iTunes pe 19 martie 2010 și în România pe 5 iunie 2010, pe Disney Channel România, a fost redifuzat pe 15 octombrie 2023, cu ocazia aniversării de 100 de ani a companiei Disney. Serialul a avut 4 sezoane, iar ultimul episod a apărut pe 16 februarie 2014.

## Descriere

### Sezoanele 1 - 2
Serialul se concentrează pe doi adolescenți, Teddy (Bridgit Mendler) și PJ Duncan (Jason Dolley), și fratele lor de 10 ani Gabe (Bradley Steven Perry). Când părinții lor se întorc la serviciu după ce s-a născut al patrulea copil, Charlotte ("Charlie"), îi roagă pe ceilalți copii să ajute să aibă grijă de micuță. Între timp trebuie să se descurce cu școala și cu lucruri obișnuite adolescentine,chiar dacă Gabe creează multe probleme.Părinții copiilor sunt Bob și Amy Duncan.

### Sezoanele 3 - 4
În acest sezon, povestea familiei se schimbă cu totul atunci când Amy, mama celor 4 copii și soția lui Bob descoperă că este însărcinată cu al cincilea copil în filmul special de Crăciun, Good Luck Charlie: Christmas Movie, creat la sfârșitul sezonului 2. În sezonul 3 ni se expune faptul că Amy este în plină sarcină. Până la nașterea bebelușului își fac apariția anumite schimbări în familie, una dintre acestea fiind faptul că Amy voia să se mute, deoarece nu mai aveau loc în vechea casă.

## Distribuția

### Personaje principale
- Bridgit Mendler ca Teddy Duncan
- Jason Dolley ca PJ Duncan
- Leigh-Allyn Baker ca Amy Duncan
- Bradley Steven Perry ca Gabe Duncan
- Mia Talerico ca Charlie Duncan
- Eric Allan Kramer ca Bob Duncan
- Logan Moreau ca Toby Duncan

### Apariții speciale
- Raven Goodwin ca Ivy Wentz
- Tyler Jackson Williams ca Jasper
- Mike Grief ca Neal
- Gilland Jones ca Emma
- Mike Hagerty ca si Capitanul Stretchy
- Ellia English ca Mary Lou Wentz
- Stephanie Hodge ca Domnul Covington
- Larry Joe Campbell ca Hugo
- Hayley Holmes ca Alice Wartheimer
- Adam Cagley ca George VanBrunt
- Wendle Josepher ca Doamna Jeter
- Diane Delano ca Mad Dog
- Darnell Suttles ca Francis
- Shishir Kurup ca Dr.Singh
- G. Hannelius ca Jo
- Molly Burnett ca Madison Davis
- Ryan Newman ca Kit
- Rose Abdoo ca Dr. Tish Tushy
- Patrick Bristow ca Domnul Dingwall
- Jon Reep ca Charity Collector
- Blake Carl ca Unchiul Mel
- Maurice Godin ca Domnul Walsh
- Stacey Travis ca Doamna Walsh
- Ryun Yu ca Brock
- Robert Adamson ca Jack
- Luke Benward ca Beau Landry

## Episoade
| Premiera originală | Premiera originală | Premiera originală | Premiera originală | Premiera originală |
| Sezoane            | Sezoane            | Episoade           | Primul episod      | Ultimul episod     |
| ------------------ | ------------------ | ------------------ | ------------------ | ------------------ |
|                    | 1                  | 26                 | 4 aprilie 2010     | 30 ianuarie 2011   |
|                    | 2                  | 30                 | 20 februarie 2011  | 27 noiembrie 2011  |